# Museum Lyonel Feininger

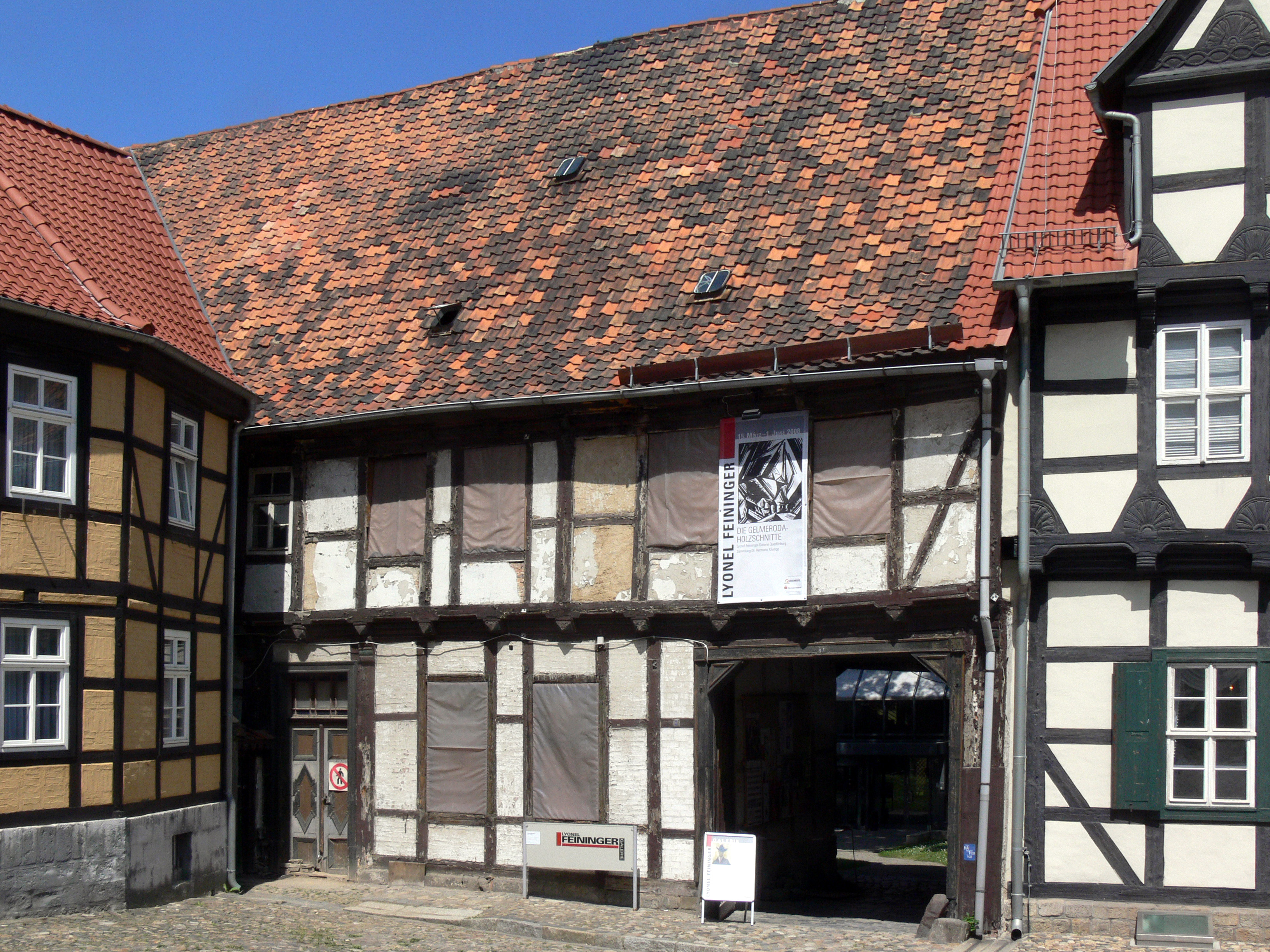
Ehemaliger Kürassierhof mit Tordurchgang zum Museumshof (2008)

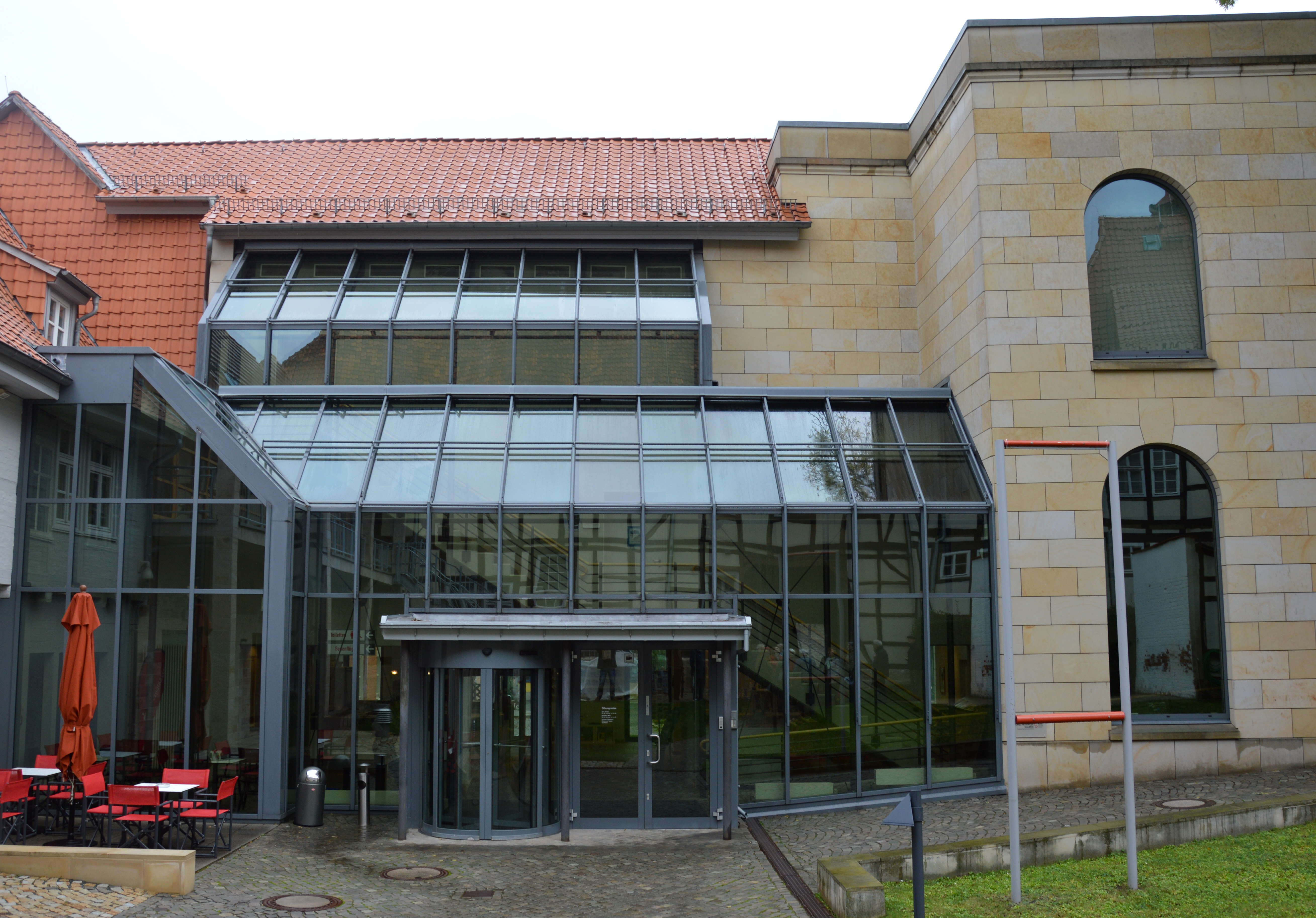
Eingangsbereich des Neubaus (2017)

Die Museum Lyonel Feininger, ehemals Lyonel-Feininger-Galerie, ist ein 1986 gegründetes Personalmuseum in Quedlinburg. 2006 wurde es in die Trägerschaft der Stiftung Moritzburg – Kunstmuseum des Landes Sachsen-Anhalt in Halle überführt und bereits 2003 in das Blaubuch als Kultureller Gedächtnisort aufgenommen. Damit gehört das Museum heute zu einem der kulturellen Leuchttürme in den neuen Bundesländern. Das Museum ist seit 2014 Teil der Kulturstiftung Sachsen-Anhalt.
Die Museumssammlung wurde als bewegliches Kulturdenkmal unter der Erfassungsnummer 094 21194 in das örtliche Denkmalverzeichnis eingetragen.

## Geschichte und Ausrichtung
Das Museum wurde bereits zu DDR-Zeiten, im Jahre 1986, eröffnet. Es zeigt Werke des berühmten Bauhaus-Künstlers Lyonel Feininger, die vom Quedlinburger Hermann Klumpp, einem ehemaligen Schüler des Bauhauses, vor der Vernichtung durch die Nationalsozialisten bewahrt worden waren. Die Sammlung von Feininger-Werken in Quedlinburg ist einer der umfangreichsten geschlossenen Bestände von Grafiken, Radierungen, Lithografien und Holzschnitten des Künstlers weltweit und zudem das einzige Feininger-Museum. Es dokumentiert alle seine Schaffensperioden in Deutschland von den 1890er Jahren bis 1937.
1997 wurde im Innenhof des Gebäudekomplexes gegenüber dem Schloss Quedlinburg ein Neubau mit zusätzlicher Ausstellungsfläche errichtet. Neben dem Hauptzugang am Finkenherd gibt es einen zweiten Zugang neben dem Klopstockhaus am Schloßberg.
Werke von Lovis Corinth, Wassily Kandinsky, Paul Klee und Emil Nolde ergänzen die Sammlung, ebenso wie die seit 2005 beherbergten Dauerleihgaben der Deutschen Stiftung Denkmalschutz. 2019 erfolgte mit der Gründung der unselbständigen Stiftung Lyonel Feininger Sammlung Armin Rühl eine Sammlungserweiterung um bedeutende Karikaturen und Comiczeichnungen aus dem Frühwerk des Künstlers der 1890er und der ersten Jahre des 20. Jahrhunderts. Aus konservatorischen Gründen können die lichtempfindlichen Bestände der Arbeiten auf Papier stets nur in wechselnden Präsentationen gezeigt werden. 2014 bis 2020 gab es im Erdgeschoss des Museums die kleine Dauerausstellung Lyonel Feininger. Sammlung Dr. Hermann Klumpp.
2014 wurde das Museum zu einem „Museum für grafische Künste“ erweitert. Seither fanden zahlreiche Ausstellungen unter diesem Fokus statt. 2019 wurde anlässlich des Jubiläumsjahres 100 Jahre Bauhaus mit der Ausstellung Die Feiningers. Ein Familienbild am Bauhaus erstmals das Zusammenwirken zahlreicher Mitglieder der Familie Feininger über drei Generationen hinweg thematisiert.
Von September 2020 bis Dezember 2022 war die Kunsthistorikerin Gloria Köpnick Leiterin der Lyonel-Feininger-Galerie. Sie kuratierte anlässlich des 150. Geburtstags des Künstlers die Ausstellung Becoming Feininger. Im April 2022 wurde die neue Dauerausstellung zu Leben und Werk von Lyonel Feininger eröffnet. Lyonel Feininger. Meister der Moderne gibt einen Überblick über das vielseitige Schaffen des Karikaturisten, Grafikers, Malers, Bauhausmeisters und Fotografen. Mitmachstationen laden zum Sehen, Hören und Entdecken des facettenreichen Werks ein. Darüber hinaus werden auch die kreative Künstlerfamilie Feininger sowie die wechselvolle Geschichte des Museums beleuchtet.
Im Mai 2022 besuchte Bundespräsident Frank-Walter Steinmeier die Lyonel-Feininger-Galerie im Rahmen der Ortszeit. Die Eröffnungsrede der Ausstellung „Sabine Moritz. Lobeda oder die Rekonstruktion einer Welt“ im August 2022 hielt der Schweizer Kurator Hans Ulrich Obrist
Seit März 2023 leitet die promovierte Kunsthistorikerin Adina Christine Rösch das Museum. Ebenfalls 2023 erfolgte die Umbenennung des Museums in Museum Lyonel Feininger, Welterbestadt Quedlinburg.

## Direktoren
- 1986–2005: Ingrid Wernecke
- 2005–2007: Norbert Eisold (komm. Leitung)
- 2007–2014: Björn Egging
- 2014–2020: Michael Freitag
- 2020–2022: Gloria Köpnick
- seit 2023: Adina Christine Rösch

## Förderverein
Der 1998 gegründete Förderverein unterstützt die Arbeit des Museums. 2015 gehörten ihm 154 Mitglieder an. Weiterhin unterstützt die Harzsparkasse regelmäßig die Ziele des Fördervereins.

## Fördergelder
Im Jahr 2020 hat die Galerie Zuwendungen vom Landkreis Harz sowie der Stadt Quedlinburg in Höhe von 200.000 € und 10.000 € bekommen. 2022 wurde eine neue Vereinbarung über die Finanzierung des Museums abgeschlossen. Bis zum Jahr 2026 werde die Welterbestadt ihren Finanzierungsanteil schrittweise von derzeit 20.000 auf 60.000 Euro jährlich erhöhen, teilte ein Sprecher der Staatskanzlei in Magdeburg mit. Die finanzielle Beteiligung des Landkreises Harz reduziere sich hingegen von derzeit 175.000 Euro auf 75.000 Euro im Jahr 2026. Das entstehende Defizit wird durch den Anteil der Kulturstiftung Sachsen-Anhalt aufgefangen. „Durch die neue Finanzierungsvereinbarung besteht nun wieder mehr Planungssicherheit für die nächsten Jahre“, sagte Claus Rokahr, Verwaltungsdirektor der Kulturstiftung Sachsen-Anhalt.

## Ausstellungen
- 27. März 2021 bis 9. Januar 2022: Becoming Feininger. Lyonel Feininger zum 150. Geburtstag[12]
- 3. April bis 31. Juli 2022: Von Rembrandt bis Richter. Meisterwerke aus der Graphischen Sammlung des Landesmuseums Oldenburg[13]
- 28. August 2022 bis 8. Januar 2023: Sabine Moritz. Lobeda oder die Rekonstruktion einer Welt[14]